# Ståndssamhälle
Ståndssamhälle betecknar ett samhälle där olika sociala grupper skiljer sig från varandra genom juridiskt fastställda rättigheter och skyldigheter. Ståndssamhället har förändrats sedan medeltiden och försvann helt i Europa under 1700- och 1800-talen. Stånden, liksom skråväsendet, reglerades kollektivt med privilegiebrev.
Det är i kyrkan som uttrycket ståndssamhälle har sin grund, där man ansåg att samhället var en organism precis som djur- och växtriket. "Rötter, stjälk och blad, eller ben, hjärta och huvud hade alla nödvändiga uppgifter". Olika delar i samhället hade olika uppgifter att fylla.
Från början under medeltiden fanns det tre olika stånd:
- adeln – bellatores, "de som strider" "mäktigast och rikast" "bor i en borg" "betalar ingen skatt".
- prästerskapet – oratores, "de som ber i kyrkan" "betalar ingen skatt".
- Alla andra – laboratores, "de som arbetar" "bor i städerna" "betalar skatt till kungen och kyrkan".

I Sverige, Finland, Norge samt delar av Österrike och Schweiz utgjorde borgare och landägande bönder ett tredje respektive fjärde stånd. Som borgare räknades de bättre ställda innevånarna i städer och byar (ett jobb och ägandet av land var t.ex obligatoriska minimikrav för att ha status som borgare). Därmed var den övergripande majoriteten av dem som i övriga Europa skulle räknats som medlemmar av det tredje ståndet, helt utan medlemskap i ett stånd i dessa länder.